# Facoltà di Teologia di Lugano
La Facoltà di Teologia di Lugano è un'istituzione universitaria della Chiesa cattolica affiliata all’Università della Svizzera italiana con sede a Lugano, in Svizzera. 

## Organizzazione e storia
Istituita il 20 novembre 1993, la Facoltà di Teologia di Lugano è stata creata su iniziativa di mons. Eugenio Corecco per “l'incremento della ricerca e l'insegnamento della filosofia e della teologia”, al fine di rispondere all'esigenza di dare risposta alle “istanze presenti nella società ticinese perché la Svizzera italiana sia dotata di istituzioni di livello universitario”. Storicamente, si tratta della prima istituzione universitaria del Canton Ticino. Attiva nell'insegnamento come nella ricerca, la facoltà offre una formazione di tipo umanistico in teologia, diritto canonico e filosofia.
Dal 2021 la facoltà è ufficialmente affiliata all'Università della Svizzera italiana con cui condivideva già programmi di formazione, ricerche e procedure accademiche.
Al suo interno la facoltà ha creato un Istituto di Filosofia Applicata (IsFA) che in seguito ha preso la denominazione Istituto di Studi Filosofici (ISF), un Istituto Internazionale di Diritto canonico e Diritto comparato delle religioni (Istituto DiReCom), un Istituto di Religione e Teologia (ReTe) e un Istituto per la Cultura e l'Archeologia delle terre Bibliche (IsCAB).
La Facoltà di Teologia comprende circa 65 professoresse e professori tra stabili, emeriti, invitati e incaricati.